# 솽타구

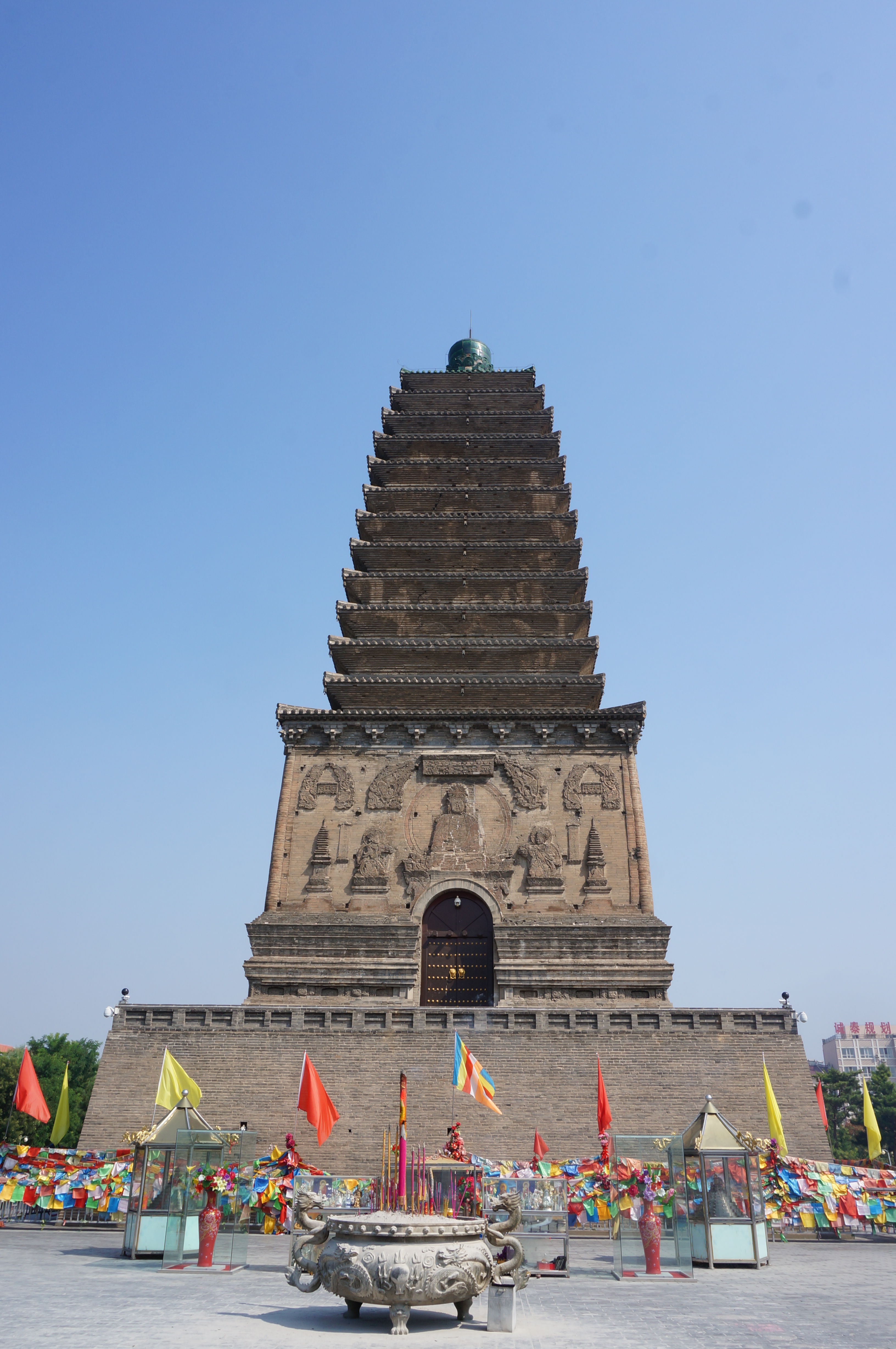

솽타구(한국어: 쌍탑구, 중국어: 双塔区, 병음: Shuāngtǎ Qū)는 중화인민공화국 랴오닝성 차오양 시의 행정구역이다. 넓이는 500km2이고, 인구는 2007년 기준으로 320,000명이다.

## 행정 구역
10개 가도, 2개 진, 2개 향을 관할한다.
- 가도: 南塔街道, 北塔街道, 光明街道, 凌河街道, 前进街道, 站前街道, 龙山街道, 燕北街道, 红旗街道, 凌凤街道.
- 진: 他拉皋镇, 桃花吐镇.
- 향: 长宝营子乡, 孙家湾乡.